# Nidwalden
Nidwalden (en alemany, Kanton Nidwalden; en romanx, Chantun Sutsilvania; en italià, Canton Nidvaldo; en francès: Canton de Nidwald) és un dels 26 cantons que constitueixen la Confederació Suïssa. Fou un dels signants històrics de la Carta Federal de 1291, juntament amb els seus veïns del llac dels «cantons boscos», coneguts com el Vierwaldstättersee: Obwalden, Uri i Schwyz.
Situat eminentment als Alps i al centre de la Confederació, els municipis del Cantó de Nidwalden són 11 i té la seu governamental de cantó a Stans, on s'hi acumula la major part de la població dels vora 43.000 habitants que el conformen. Els seus orígens es remunten a assentaments del Neolític entre els anys 4.000 i 3.000 aC. Posteriorment, durant l'època romana estigué habitada per poblacions cèltiques i, entrat el segle viii, hi entraren els primers alamans. La primera església catòlica s'hi construí el segle x. Dos-cents anys després, s'uní en aliança per a constituir el que es coneix com l'Antiga Confederació Suïssa, que d'inici formà part del Sacre Imperi Romanogermànic.
Nidwalden es tracta d'un dels cantons més petits, amb una economia que fins a mitjan segle xx estigué dominada pel sector primari, amb exportacions destacades de formatge al nord d'Itàlia. Després, es veié diversificada especialment per l'impacte industrial, especialment el de l'aeronàutica de Pilatus Aircraft, amb més de 2.100 llocs de treball, i el turisme d'esquí. A més, arran de la dècada del 2020 progressà com un dels cantons amb més baixa pressió fiscal, fet que el posicionà com el més atractiu pel que fa a la captació d'empreses de tot l'Estat.
És una de les àrees de Suïssa amb uns nivells de progressió més baixos pel que fa a l'eficiència i transició energètica i, en l'àmbit lingüístic, té una població —a data de 2019— que en el 90,6% és germanoparlant, amb minories lingüístiques destacades de francès (1,6%) i d'anglès (5,4%). La religió predominant és la Catòlica Romana en més d'un 60%, seguida del Protestantisme, en un 11%.